# Prales

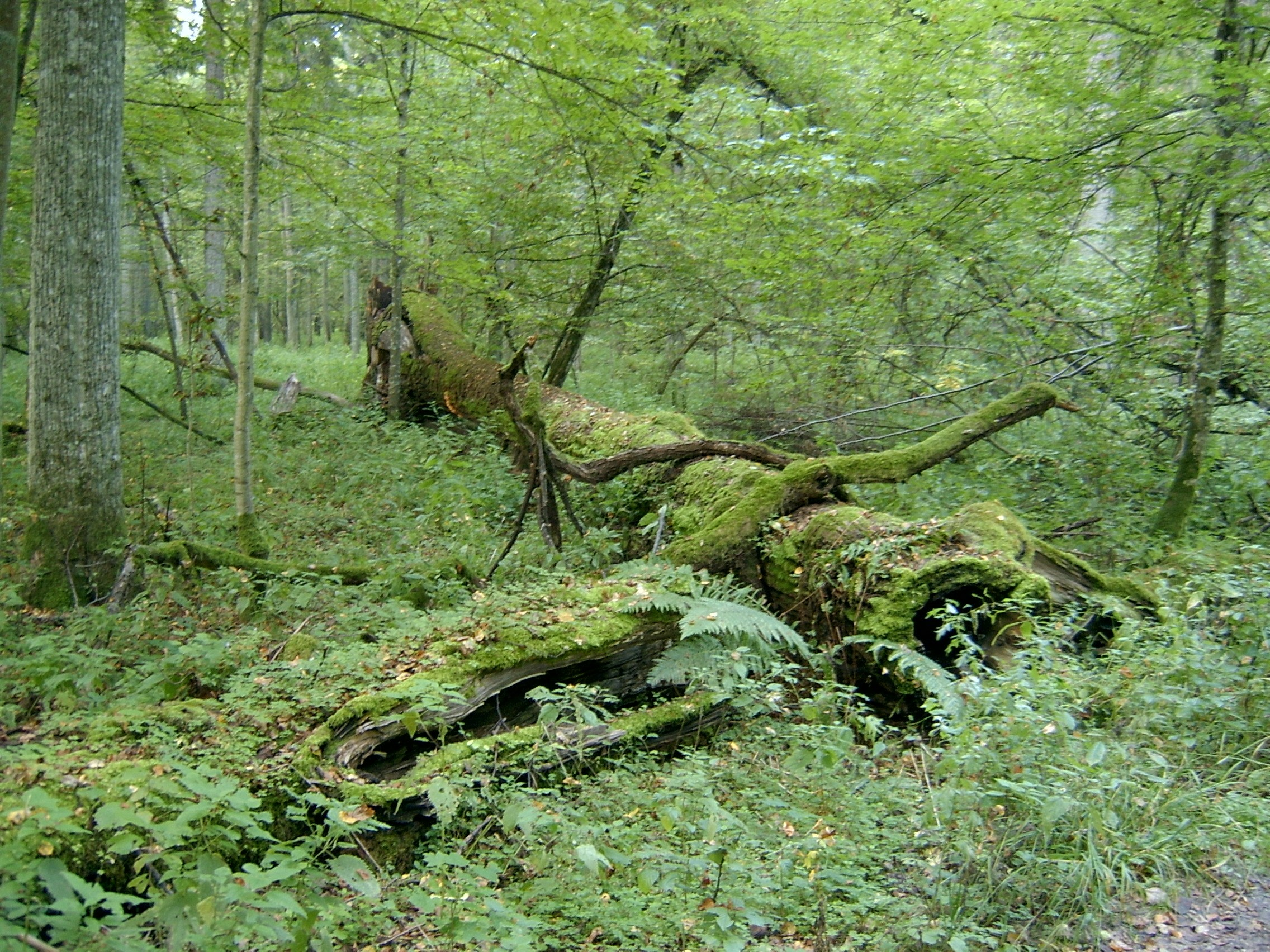
Prales

Prales (synonymum pro původní či primární les) ve volnějším (a dnes častěji užívaném) pojetí je člověkem v podstatě neovlivněný les, kde druhová skladba a prostorová struktura odpovídají poměrům stanoviště, tzn. nejpotenciálnějšímu přirozenému stavu (blíží se klimaxu). Za původní les (prales) lze označit i lesy, které byly v minulosti částečně člověkem ovlivněny, ovšem zásah neměl vliv na vybočení z přirozeného směru vývoje a stopy takového zásahu nejsou již dávno patrné. Termín prales lze ztotožnit s označením „les původní“. Velmi vžité a tradiční je užívání termínu prales pro označováním některých lesů, které ve skutečnosti jsou „pouze“ lesem přírodním či dokonce lesem přírodě velice blízkým – např. „prales Mionší“, „Prales Bukačka“, „Rýchorský prales“ atd. Toto označení přírodních lesů je poměrně rozšířené a podporované turistickým průmyslem, regionálním patriotismem.
Opakem termínů prales nebo primární les je druhotný les. Evropské lesy patří mezi druhotné lesy.
Přísnější definice pralesa požadovala nulové ovlivnění člověkem. Podle takové definice na Zemi už de facto žádný prales neexistuje. I Amazonský prales obsahuje domestikované rostliny, které pěstovali původní obyvatelé a je z velké části jen několik století starý. Člověk svou činností ovlivňuje celou planetu tisíce let (z toho důvodu je spíše upřednostňována definice uvedená výše). V mnohých pralesích probíhalo vypalování porostů lidmi již před mnoha tisíci lety. Před několika tisíci lety (i v době ledové) byla také původní skladba lesa odlišná a i druhy stromů postupně migrují. Nové lesy také vážou více oxidu uhličitého než staré lesy, takže zanikání lesů (například přírodními požáry) a jejich obnova je pozitivním jevem.

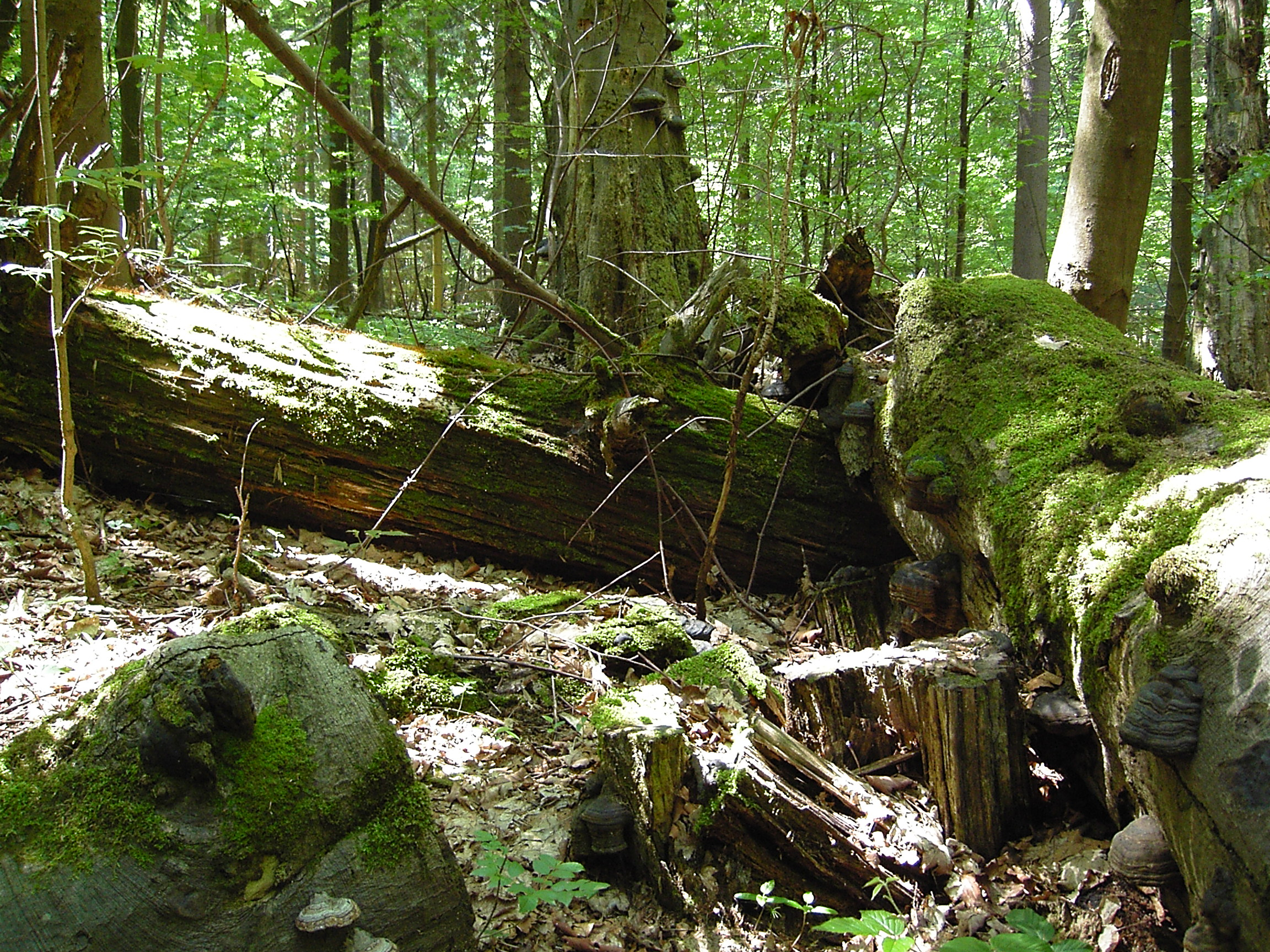
Padlé kmeny v přírodním lese Polom (CHKO Železné hory)

## Pralesy v Česku
Pralesy (původní lesy) zabírají v ČR pouze 921,23 ha, což je nepatrný zlomek celkové rozlohy lesů a relativně malá plocha i ve srovnání s lesy přírodními (přirozenými), které jsou definovány volněji. V následujícím přehledu jsou uvedeny známější lokality uváděné tradičně jako „pralesy“, přestože některé z nich jsou spíše přírodními (přirozenými) lesy:
- Žofínský prales (nepřístupné)
- Hojná voda (přístupné)
- Boubínský prales (nepřístupné, největší)
- Cahnov-Soutok – soutok Moravy a Dyje
- Jezerka – Krušné hory (přístupné)
- Keprnický prales – Jeseníky (přístupné)
- NPR Kohoutov – Křivoklátsko
- Milešický prales – Šumava
- Prales Jizera – Jizerské hory
- Přírodní rezervace Velký a Malý Polom – Železné hory
- Mionší – CHKO Beskydy (nepřístupný, pouze s průvodcem)
- Javořina – Bílé Karpaty
- Rýchorský prales – Krkonoše
- Sobědražský prales